# Macaco-de-loys
O macaco-de-loys ou Ameranthropoides loysi (não oficial) foi uma estranha criatura semelhante a um macaco que foi morta a tiro em 1917 na fronteira entre a Venezuela e a Colômbia pelo geologista suíço François de Loys. A criatura era semelhante a um hominídeo, não tinha rabo como um macaco, possuía 32 dentes e tinha aproximadamente de 1,60 a 1,65 m de altura.

## Suposto encontro
François de Loys conduzia uma expedição em busca de petróleo próximo ao rio Tarra e Maracaibo, quando duas criaturas avançaram em direção do seu grupo. No intuito de se defender, François de Loys disparou contra as criaturas. O macho correu em direção à selva e a fêmea foi atingida e morta. A criatura foi fotografada e as fotos foram guardadas por de Loys.

## Publicação da foto
François de Loys não revelou a mais ninguém sobre a criatura quando retornou à Suíça. Mas em 1929, o antropólogo George Montadon, que estava procurando informações nas anotações  de Loys sobre tribos indígenas da América do Sul descobriu a foto e convenceu de Loys a publicá-la num jornal inglês.
Mais tarde, várias matérias foram publicadas em França sobre a misteriosa criatura e George Montadon propôs o seu nome científico à Academia Francesa das Ciências.

## Discordância
A existência do Ameranthropoides loysi nunca foi comprovada ou aceita pela comunidade científica. De Loys foi muitas vezes criticado por Arthur Keith, um intelectual britânico. Não é possível saber o tamanho do macaco-de-loys pela fotografia. O criptozoologista Ivan Terrance Sanderson também defende que o macaco-de-loys era apenas um macaco-aranha.
Aquela criatura poderia ser a explicação para o registo visual de criaturas como yeti, sasquatsh e mapinguari.
Anos mais tarde, a comunidade científica entrou em acordo de que o macaco-de-loys era apenas um macaco-aranha que teve seu rabo cortado. No entanto é estranho encontrar um macaco-aranha tão grande. Alguns cientistas defendem que o macaco-de-loys é uma espécie exótica de macaco-aranha.